# مارکوس بیچ، کوئینزلند
مارکوس بیچ (به انگلیسی: Marcus Beach) یک حومه شهر و ساحل در استرالیا است که در کوئینزلند واقع شده‌است.